# Josef Smistik
Josef Smistik (né le 28 novembre 1905 à Vienne en Autriche-Hongrie et mort le 28 novembre 1985) était un footballeur et entraîneur autrichien qui évoluait en tant que milieu de terrain.

## Biographie
Il commence sa carrière en jouant chez les jeunes du ESV Stadlau entre 1921 et 1926 avant de signer en pro au Rapid de Vienne de 1926 à 1937. Il retourne ensuite dans son club formateur avant de partir jouer au FAC en 1940. Il part ensuite finir sa carrière au Kremser SC jusqu'en 1945.
Au niveau international, il participe avec l'équipe d'Autriche à la coupe du monde 1934 en Italie.
Il entraîne ensuite l'équipe suisse du FC Schaffhouse de 1952 à 1965, sauf en 1958 où il entraîne l'équipe de l'Austria Vienne.